# Liste der pakistanischen Botschafter in Frankreich
Die pakistanische Botschaft befindet sich in der 18 rue Lord-Byron im 8. Arrondissement Paris.
| Akkreditiert  | Name                       | Bemerkungen          | ernannt von          | akkreditiert bei         | Posten verlassen |
| ------------- | -------------------------- | -------------------- | -------------------- | ------------------------ | ---------------- |
| 24. Nov. 1950 | Muhammad Nawaz Khan        |                      | Khawaja Nazimuddin   | Vincent Auriol           |                  |
| 15. März 1952 | Habib Ibrahim Rahimtoola   |                      | Ghulam Mohammed      | Vincent Auriol           |                  |
| 13. Okt. 1953 | Mohammed Ikramullah        |                      | Ghulam Mohammed      | Vincent Auriol           |                  |
| 5. Apr. 1957  | Mohammad Mir Khan          |                      | Iskander Mirza       | René Coty                |                  |
| 10. März 1960 | N.A.M. Raza                |                      | Mohammed Ayub Khan   | Charles de Gaulle        |                  |
| 21. Dez. 1962 | Jalaluddin Abdur Rahim     | جلال الدين عبدالرحيم | Mohammed Ayub Khan   | Charles de Gaulle        |                  |
| 17. Sep. 1966 | Ikbal Athar                |                      | Mohammed Ayub Khan   | Charles de Gaulle        |                  |
| 24. März 1972 | Sahabzadh Yakub Khan       |                      | Zulfikar Ali Bhutto  | Georges Pompidou         |                  |
| 2. Jan. 1974  | Mahmood Shafqat            |                      | Fazal Ilahi Chaudhry | Valéry Giscard d’Estaing |                  |
| 28. Apr. 1976 | Mozafar Ali Khan Qizilbash |                      | Fazal Ilahi Chaudhry | Valéry Giscard d’Estaing |                  |
| 31. Juli 1978 | Iqbal Ahmed Akhund         |                      | Mohammed Zia ul-Haq  | Valéry Giscard d’Estaing |                  |
| 20. Nov. 1980 | Sahabzada Yaqub-Khan       |                      | Mohammed Zia ul-Haq  | Valéry Giscard d’Estaing |                  |
| 18. Juni 1982 | Jamsheed K.A. Marker       |                      | Mohammed Zia ul-Haq  | François Mitterrand      |                  |
| 17. Okt. 1986 | Niaz A. Naik               |                      | Mohammed Zia ul-Haq  | François Mitterrand      |                  |
| 21. Sep. 1988 | Shahid Amin                |                      | Ghulam Ishaq Khan    | François Mitterrand      |                  |
| 17. Okt. 1990 | Tanvir Ahmed Khan          |                      | Ghulam Ishaq Khan    | François Mitterrand      |                  |
| 7. Jan. 1992  | S. K. Dehlavi              |                      | Ghulam Ishaq Khan    | François Mitterrand      |                  |
| 18. Mai 1999  | Shaharyar M. Khan          |                      | Mohammed Rafiq Tarar | Jacques Chirac           |                  |
| 4. Sep. 2001  | Musa Javed Chohan          | موسی جاوید چوہان     | Pervez Musharraf     | Jacques Chirac           |                  |
| 4. Nov. 2003  | Aneesuddin Ahmed           |                      | Pervez Musharraf     | Jacques Chirac           |                  |
| 19. Apr. 2007 | Asma Anisa                 |                      | Pervez Musharraf     | Nicolas Sarkozy          |                  |
| 15. Jan. 2010 | Shafkat Saeed              |                      | Asif Ali Zardari     | Nicolas Sarkozy          |                  |
| 22. Feb. 2013 | Ghalib Iqbal               |                      | Asif Ali Zardari     | François Hollande        |                  |